# Colegio de la Compañía

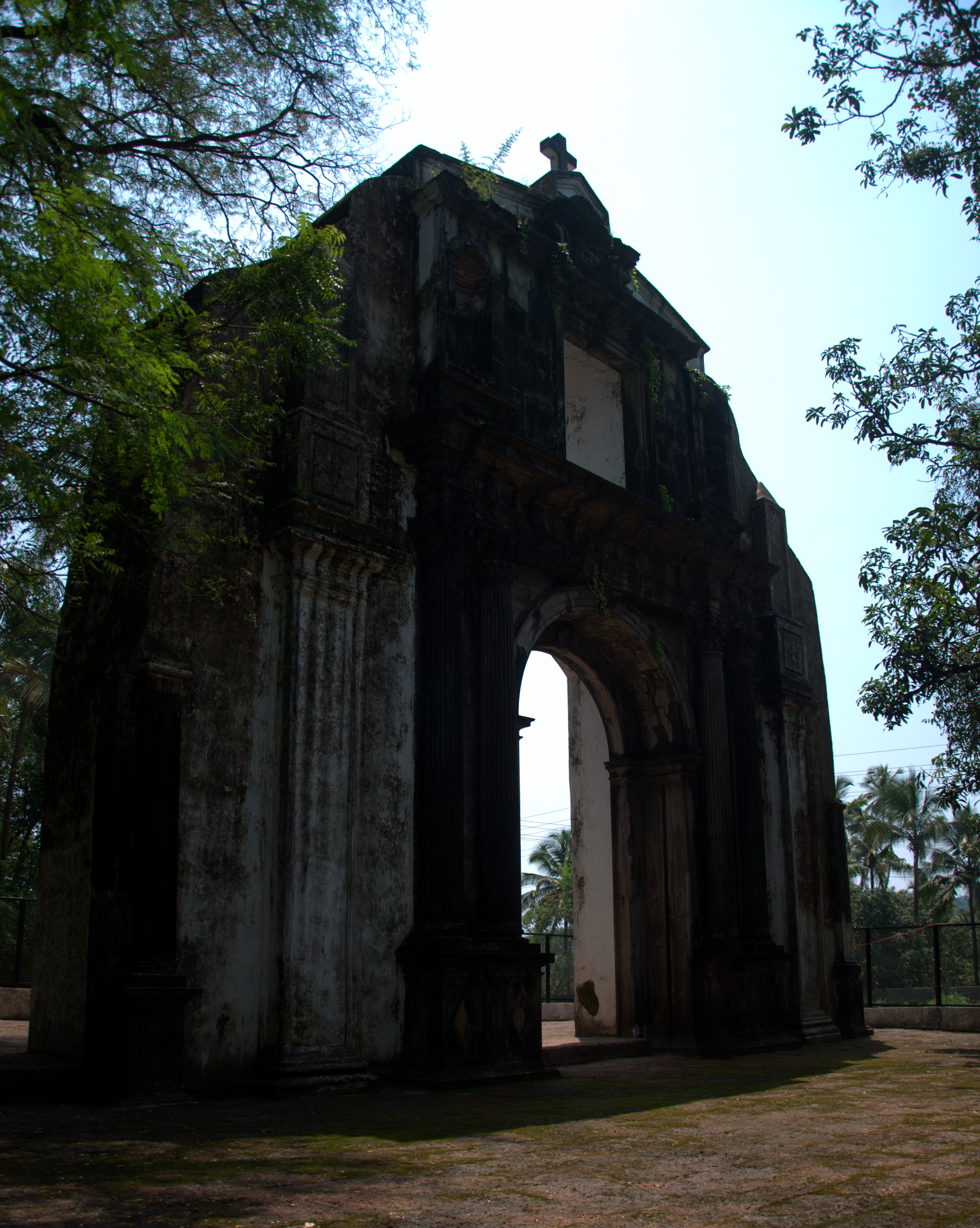
Ruinas del Colegio de San Pablo de Goa (India portuguesa) el primero de los colegios jesuitas dedicado a la enseñanza (1543, Francisco Javier).

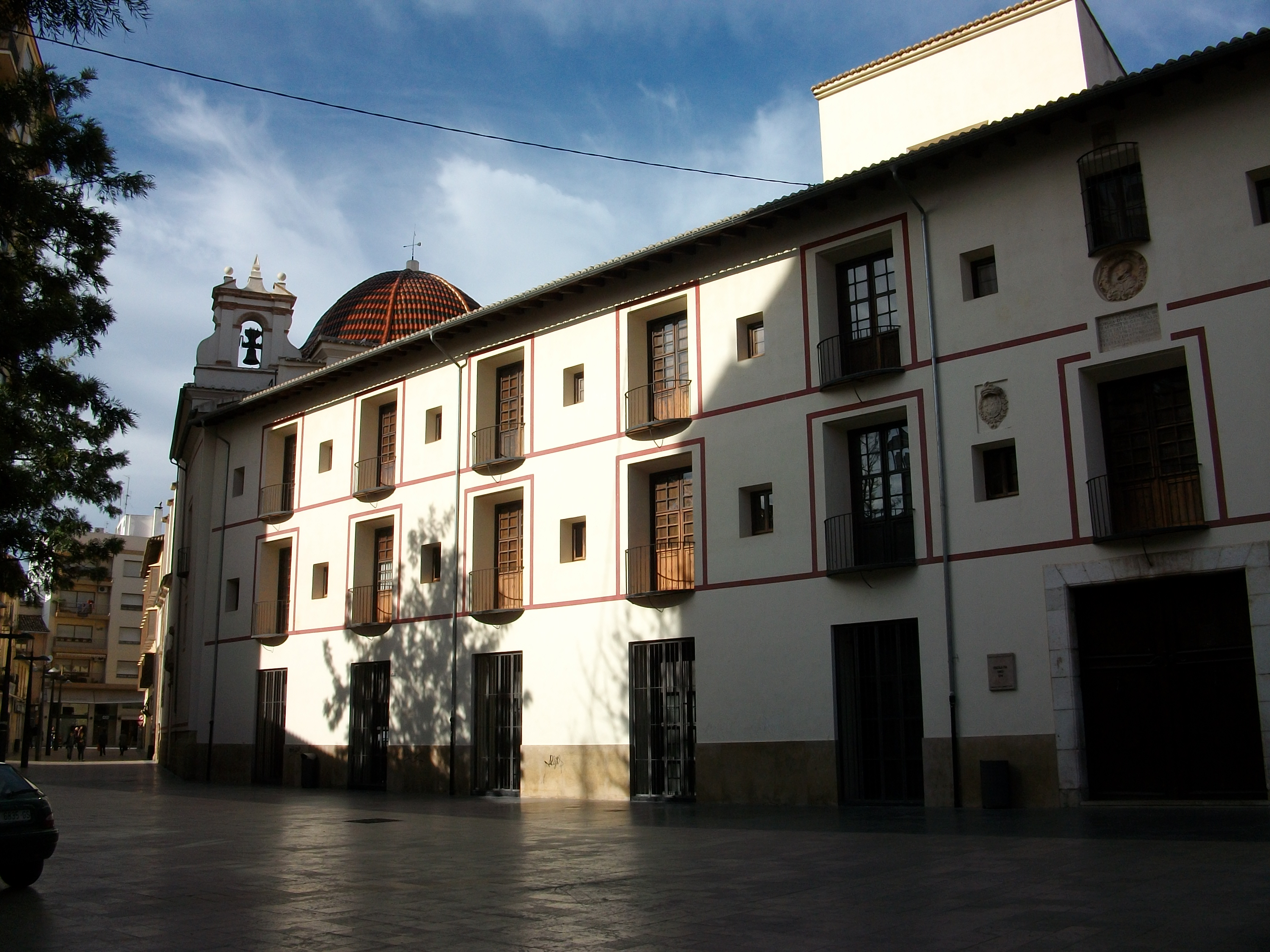
Universidad de Gandía (reino de Valencia, España), que inicialmente fue el primer colegio jesuita con fines docentes fundado en Europa (1544-1546, Francisco de Borja -obtuvo los privilegios papal e imperial para su consideración como universidad en 1548-).

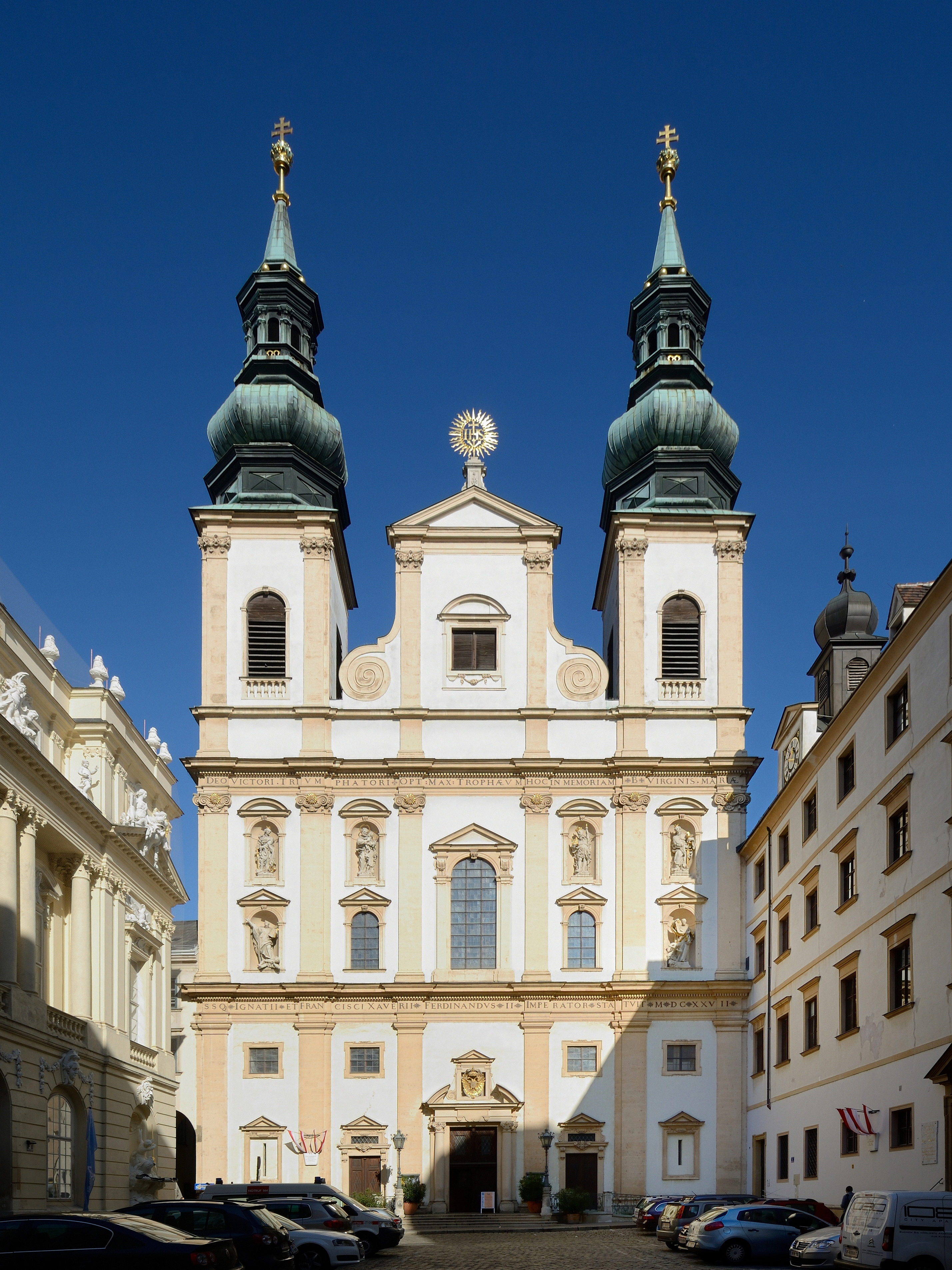
La Jesuitenkirche de Viena, levantada en 1623-1627 sobre la antigua capilla del colegio jesuita, que en ese momento se había fusionado con las facultades de teología y filosofía de la Universidad de Viena. La iglesia se dedicó a Ignacio de Loyola y a Francisco Javier, ya declarados santos.

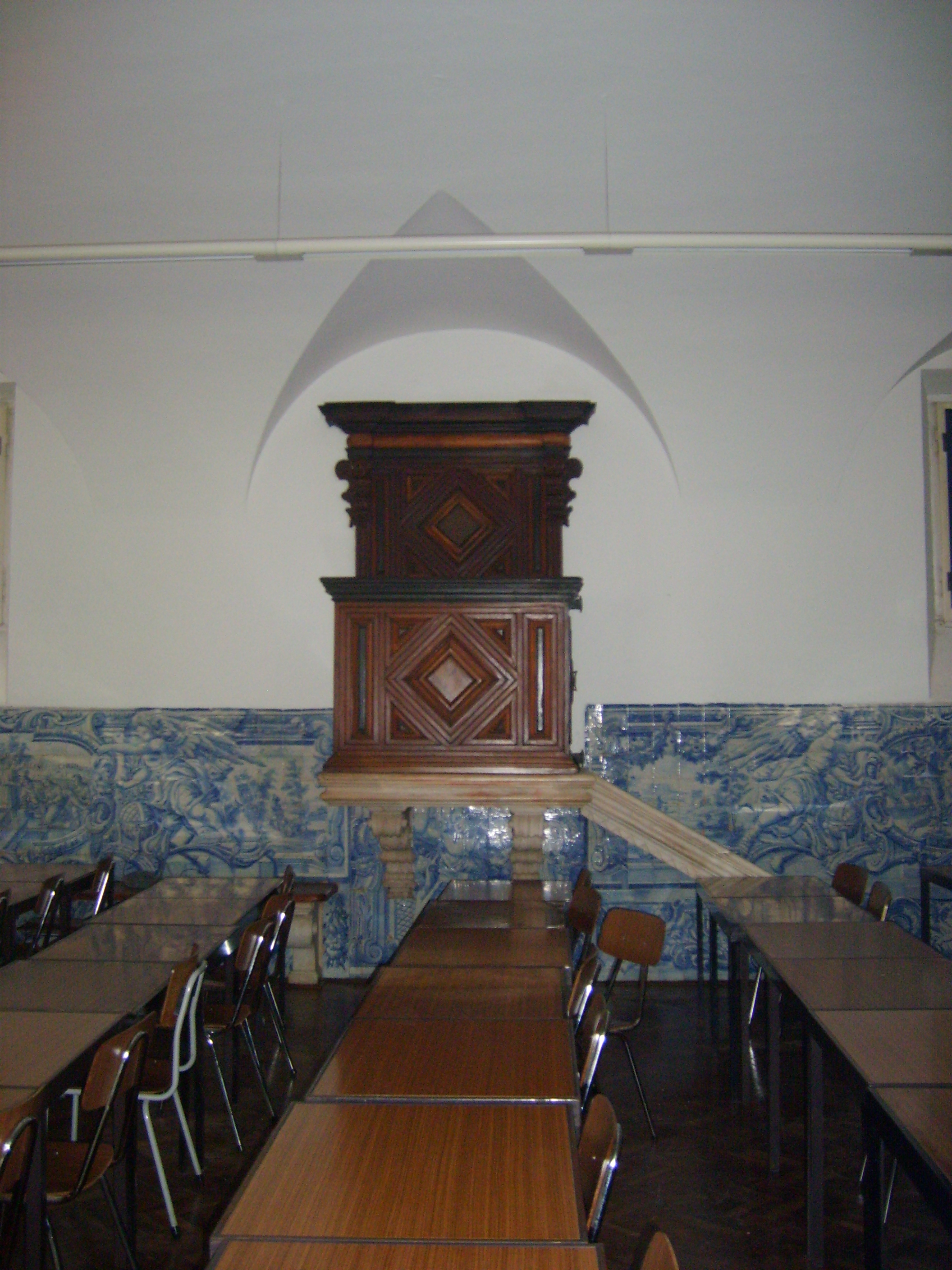
Aula de la Universidad de Évora (Portugal). La cátedra y los azulejos son originales de la época jesuítica.

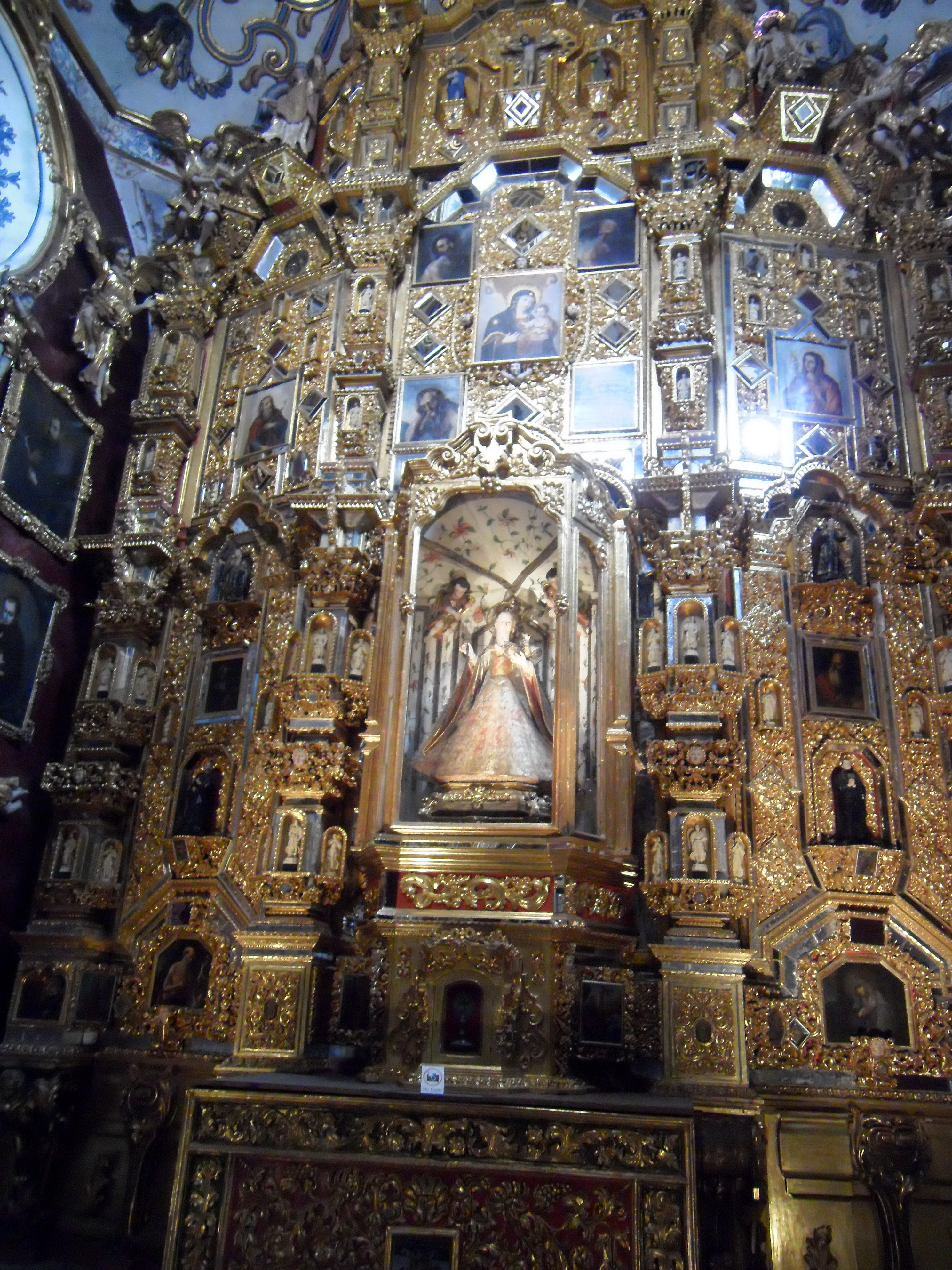
Capilla de Novicios del Colegio jesuita de Tepotzotlán (México).

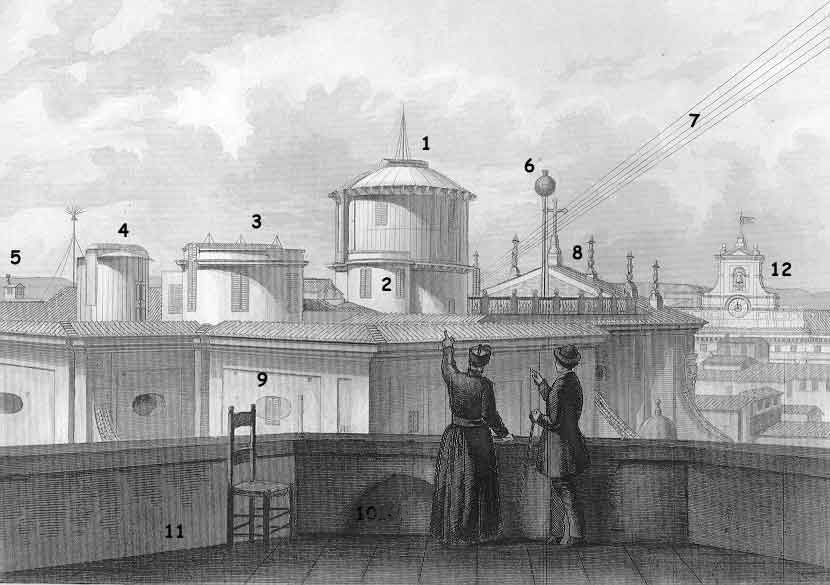
Las instalaciones del observatorio astronómico del Collegio Romano en 1852.

Colegio de la Compañía, colegio jesuita, colegio jesuítico, colegio de los jesuitas, de los padres jesuitas o expresiones similares, son denominaciones que se aplican a instituciones educativas, de muy distinto tipo, regentadas por la Compañía de Jesús; tanto las destinadas a la educación de seglares en todos los niveles de la enseñanza (enseñanza primaria, enseñanza media o enseñanza superior -Categoría:Universidades jesuitas, Categoría:Colegios jesuitas, instituciones educativas jesuitas-), como las destinadas a la formación de los propios jesuitas (noviciado, juniorado, tercera probación). En el Antiguo Régimen los colegios jesuíticos funcionaron con criterios institucionales y educativos diferentes a los colegios universitarios de tradición medieval vinculados a otras órdenes religiosas, y más similares a los colegios humanistas de los siglos XV y XVI (conocimiento de los autores antiguos, respeto a la personalidad del niño, diálogo continuo entre maestro y alumno, espíritu de emulación, búsqueda del equilibrio entre cuerpo y mente y apertura al mundo). Desde mediados del siglo XVI se fueron fundando en las principales ciudades europeas, y en colonias americanas y asiáticas, como uno de los principales instrumentos de la Contrarreforma. Fue muy significativa su arquitectura, especialmente notable en las iglesias anejas (iglesia de la Compañía). El documento Ratio Studiorum (1599) estableció el plan general de la "educación jesuita". Algunos de los colegios jesuitas más destacados llevaban la denominación de Collegium Maximum ("Colegio Máximo" -la denominación Collegium Minimorum -"Colegio de Mínimos"- correspondía a la Orden de los Mínimos-).  un colegio desconocido  SU

## Historia

### Expansión
Inicialmente los colegios jesuitas fueron simplemente residencias cercanas a universidades (París -1540-, Padua -1542-, Coímbra -1542-, Valencia -1544-, Valladolid -1545-, Alcalá -1545-, Bolonia -1546-, Barcelona -1546-, Colonia -1546- y Salamanca -1547-), pues era en ellas donde los jesuitas se formaban y captaban vocaciones; pero muy pronto se dedicaron estos colegios a la docencia, primero entre los propios jesuitas y luego a todo tipo de alumnos. El primero desvinculado de cualquier universidad fue el colegio de Gandía (sede ducal de Francisco de Borja, en el reino de Valencia, desde 1544-1546); aunque desde 1543, y más formalmente desde 1548, los jesuitas de la ciudad india de Goa ya impartían clases de distintas disciplinas a cientos de estudiantes locales. Francisco Javier había llegado a Goa en 1542, y los portugueses de la localidad, que ya habían fundado una cofradía en 1541, le pidieron ayuda para sus proyectos educativos, petición que éste trasladó en carta a Europa, solicitando a Ignacio de Loyola que enviara profesores jesuitas. La iglesia y el Colegio de San Pablo de Goa fueron inaugurados en la festividad de la conversión de San Pablo (25 de enero) de 1543. Las noticias de Goa hicieron reflexionar profundamente a Ignacio acerca de la dimensión educativa que convenía a la Compañía, contra su inicial recelo ("no estudios ni lecciones", se ordenaba en la primera versión de las Constituciones, 1541); y el año 1544 consintió que Claude Le Jay aceptara una cátedra en la Universidad de Ingolstadt, lo que le convirtió en el primer "profesor jesuita". Una generación más tarde, Roberto Belarmino fue el primer profesor jesuita en Lovaina (1570). A finales del siglo XVI se había desplegado una red de dimensión mundial de colegios jesuitas; y la presencia de profesores jesuitas en las universidades era notoria.

El primer colegio que desde sus principios tuvo esa triple finalidad conjunta -ser residencia de jóvenes jesuitas estudiantes; enseñarles a ellos, total o parcialmente, las humanidades, las artes o filosofía y la teología; admitir en sus clases alumnos externos- fue el de Gandía, fundado por el duque San Francisco de Borja en 1545 y elevado al grado de universidad pontificia por Paulo III y de real universidad por el emperador Carlos. El duque intentaba, lo primero, preparar sacerdotes de lengua árabe, que luego trabajasen apostólicamente con los moriscos y musulmanes de sus estados; Ignacio, en cambio, pretendía asegurar económicamente la formación de nuevos jesuitas, si bien poco después tal fin lo asumió en gran parte el vecino Colegio de Valencia, fundado el año anterior. ... Entre 1548 y 1554 se fueron erigiendo numerosos colegios en los que, en mayor o menor grado, aquella triple finalidad era explícitamente perseguida: los de Mesina (1548) y Palermo (1549) en Sicilia, bajo la protección y con la ayuda del virrey Don Juan de Vega, íntimo amigo de Ignacio desde que era embajador imperial en Roma; en la Italia continental, los de Tívoli (1550), Venecia y Ferrara (1551); Nápoles, Perusa, Florencia y Módena, en cuatro estados diferentes, en el año 1552, y los de Argenta y Génova en 1554. En aquel mismo periodo crecieron los de España, con los de Burgos (1550), Medina del Campo y Oñate, en 1551, y Córdoba el año siguiente.... a fines del siglo [XVI], sin contar los colegios puramente residenciales, los dedicados a la enseñanza media o a la media y superior, eran nueve en la Italia central, entre los que descollaba el Romano, con su aneja Universidad Gregoriana... Los de Liguria, Piamonte y Lombardía eran ocho; diez los de la República de Venecia, Romaña y Emilia, en donde descollaba el de Bolonia; once los del reino de Nápoles, y trece los de Sicilia, incluido el de Malta. Los de Cerdeña, más algunas residencias, constituían una viceprovincia dependiente de la de Aragón. ... El primero en fundarse, en tiempos de Laínez, fue el de Sácer, que en el reinado de Felipe III llegará a ser universidad pontificia y regia; a él se sumaron pronto los de Cáller, Alguer e Iglesias. En los dominios portugueses, además de los ocho de la metrópoli ... [y el] de Coímbra (el Colegio-Universidad de Évora), había otros tantos en la India oriental, dos en Japón y tres en las principales ciudades del Brasil: Bahía, Río de Janeiro y Pernambuco. En las tierras del Imperio... Viena, Graz (luego universidad), y los de Praga y Olomouc en el reino de Bohemia. En los Países Bajos [de los Habsburgo]... de sus 15 colegios, se distinguieron el de Lovaina en lo cultural, el de Amberes por su irradiación social y el de Saint Omer como enclave de ingleses católicos. En Francia, tras duros enfrentamientos entre el Parlamento de París, profundamente galicano, y la Compañía de Jesús, fundacionalmente filopontificia, se llegó con Enrique IV a un florecimiento estable y creciente de sus colegios. De los cuatro de la zona norte (los de Francia, en terminología de la época), destacaban los de París (primero llamado de Clermont, por el obispado de su fundador Guillaume du Pradt, y mucho más tarde, de Louis-le-Grand) y el de Port-à-Mousson, que fue la universidad del ducado de Lorena... el de Lyon comenzó como un centro de resistencia católica... el de Tournon... el de Aviñón, ciudad pontificia... y el de Chambéry, capital del antiguo ducado de Saboya, mientras los colegios de los demás estados del duque, en Piamonte, dependían del provincial de Milán... De los nueve colegios de Aquitania... predominaron los de Tolosa y Burdeos. Los de Polonia-Lituania, iniciados por el catalán Francisco Sunyer, [no comenzaron por los de Cracovia y Varsovia, sino por los de] Braunsber y Poznan hacia Prusia, el de Vilnius en Lituania y el de Riga en la antigua Livonia.... La pedagogía de todos estos colegios y universidades estaba inspirada en la cuarta parte de las Constituciones de San Ignacio, que luego será comentada, ampliada y aplicada en las sucesivas Rationes studiorum, que... fueron evolucionando desde el carácter humanístico que les dieran Ignacio y Nadal a la tardo-renacentista Ratio de 1586, hasta la definitiva e inmovilista de 1598-1599.

El número de escuelas fundadas era de 444 en 1639 (cien años después de la fundación de la Compañía), llegando a 669 en 1739.

### Resistencias
Los enfrentamientos intelectuales, políticos y sociales de los jesuitas con otras instituciones, incluyendo otras órdenes religiosas, fueron numerosos. La Pragmática de 22 de noviembre de 1559, por la que Felipe II prohíbe a los estudiantes españoles salir a otras universidades (con unas significativas excepciones), y que tradicionalmente se interpretaba como una reacción católica contra la influencia protestante, pudo ser más bien una reacción antijesuítica, dado el ascendiente que la Compañía estaba alcanzando en Lovaina y otras universidades católicas. En Francia, donde el Parlamento de París expulsó a los jesuitas en 1594 (por el atentado de Jean Châtel, alumno del colegio de Clermont, contra Enrique IV -el mismo rey los readmitió en 1603-), la enseñanza jesuita se vio criticada no solo por los hugonotes (protestantes), sino por el galicanismo católico, y especialmente por los jansenistas (conventos y escuelas cistercienses de Port Royal des Champs desde 1634, Lettres provinciales de Blaise Pascal, 1656-1657). Las acusaciones que se hacían a las prácticas y teorías sostenidas por los jesuitas en sus enseñanzas, identificaron como "jesuitismo" un difuso conjunto de vicios morales e intelectuales vinculados al maquiavelismo, el tacitismo, el practicismo, el laxismo y el casuismo.
Los colegios jesuitas sufrieron una radical discontinuidad a mediados del siglo XVIII con la expulsión de las principales monarquías católicas (Portugal en 1759, Francia en 1762 y España en 1767), culminando con la supresión de la Compañía por el Papa (1773), que fue ignorada en las monarquías no católicas (Prusia y Rusia). La reinstauración de la Compañía de Jesús en 1814 no significó la reocupación por los jesuitas de muchos de los antiguos edificios, a los que se había ido dando otros usos a cargo de otras instituciones, fueran o no educativas o religiosas. En España (donde volvió a expulsarse a la Compañía entre 1835 y el Concordato de 1851), el antijesuitismo, como expresión de un anticlericalismo genérico o particularizado en los jesuitas, tuvo un especial campo de desarrollo en las críticas a los colegios jesuitas, habitualmente por antiguos alumnos, como en los libros de Gabriel Miró (A. M. D. G., 1910), Joaquín Belda (Los nietos de San Ignacio, 1916) o Luis Astrana Marín (Memorias de un colegial, 1915), ejemplos de lo que se ha denominado "género narrativo antijesuítico"; habiendo también defensores de los colegios jesuitas, como Rafael Pérez y Pérez (Los caballeros de Loyola, 1919) y, paradójicamente, Leopoldo Alas (que, a pesar de hacer provenir de un colegio jesuita al sombrío magistral de La Regenta, recordaba con nostalgia "la infancia, aquellos plácidos días en que yo merendaba con los jesuitas en San Marcos de Keón: con aquellos padres que me daban recetas para ganar el cielo, guindas con aguardiente y muchos pellizcos en las rosadas y mofletudas mejillas"). Los colegios de la Compañía de Jesús volvieron a ser suprimidos en España como consecuencia de la Constitución de 1931, y reimplantados de nuevo con el nacionalcatolicismo franquista.

### Despliegue territorial de los colegios en el Antiguo Régimen

#### Italia
- Colegios jesuitas en Italia. En la época de la fundación de la Compañía, se había establecido el dominio español sobre buena parte de Italia; fuera de él únicamente destacaban los Estados Pontificios y la República de Venecia. A mediados del siglo XVIII se habían llegado a fundar veintiséis colegios "completos" (es decir, con clases "de letras", filosofía, teología escolástica y moral), tres de los cuales tenían privilegio de universidad (Parma, Sassari y Génova).[17]

- Colegio jesuita de Venecia; aunque la presencia de jesuitas en Venecia proviene de la estancia de Ignacio de Loyola y sus primeros compañeros en 1535-1537, los jesuitas fueron expulsados de la República de Venecia entre 1606 y 1657, y fue a partir de entonces cuando se estableció un conjunto jesuítico con convento, hospital e iglesia (consagrada en 1728 bajo la advocación de Santa Maria Assunta).
- Colegio jesuita de Padua, fundado en 1542 como residencia de los estudiantes jesuitas de la Universidad de Padua.
- Colegio jesuita de Bolonia, fundado en 1546 como residencia de los estudiantes jesuitas de la Universidad de Bolonia.
- Colegios jesuitas en Roma

- Collegio Romano, fundado en 1550 por el propio San Ignacio de Loyola. Alumno, y luego profesor, fue Cristóbal Clavio.
- Collegium Germanicum, fundado en 1552, fue dirigido por Pedro de Rivadeneyra. En 1580 se unió al Collegium Hungaricum para formar el Pontificium Collegium Germanicum et Hungaricum de Urbe.
- Venerable colegio inglés de Roma, fundado en 1579.

- Colegio jesuita de Milán, fundado en 1572 (el ducado de Milán era uno de los Estados de la Monarquía hispánica).
- Colegios jesuitas en Nápoles (el reino de Nápoles era uno de los Estados de la Monarquía Hispánica):

- Casa del Salvatore del Gesù Vecchio o Immacolata di Don Placido; o Collegio Massimo del Gesù Vecchio.
- Gesù Nuovo o Trinità Maggiore

- Colegio de los jesuitas (Mesina), en el reino de Sicilia, uno de los de la Monarquía Hispánica. Respondiendo a las insistentes demandas del virrey Juan de Vega, San Ignacio mandó en 1548 un grupo de jesuitas para abrir un colegio, el primero que se abrió por su mandato (Primum ac Prototypum Collegium); aunque en realidad tanto el de Gandía (Francisco de Borja) como el de Goa (Francisco Javier), son anteriores.
- Universidad de Sassari, en el reino de Cerdeña, también dentro de la Monarquía Hispánica, fundado como colegio en 1617 y que adquirió privilegio de universidad.
- Universidad de Parma
- Universidad de Génova

#### Península ibérica
- Colegios jesuitas en España[23]

- Colegio jesuita de Gandía (1544-1546), el primer colegio jesuita dedicado a la enseñanza en Europa, a iniciativa de Francisco de Borja. En 1548 se convirtió en Universidad por privilegio papal e imperial. La inicial ambición de este colegio, que habría tenido como rector a Andrés de Oviedo y otros cinco jesuitas provenientes de Roma en octubre de 1546, decayó en cuanto faltó el apoyo de su impulsor; y fue el colegio de Valencia el más activo de la zona. Las condiciones de esta región hicieron que, al igual que los colegios de Granada (1554), Málaga y Murcia, tuvieran como particularidad su actividad de evangelización de los moriscos, incluyendo escuelas femeninas. Un pequeño número de moriscos profesaron como jesuitas (al menos seis, probablemente nueve), como Juan de Albotodo.
- Colegio jesuita de Valencia, llamado Colegio de San Pablo; donde estudió Miguel de Molinos. La presencia de un colegio jesuita en Valencia se remonta a 1544, inicialmente con fines meramente residenciales. Véase también Capilla del antiguo colegio San Pablo.
- Colegio jesuita de Valladolid, fundado en 1545. Es una de las comunidades que surgieron tras la visita de Pedro Fabro (Pierre Le Févre). Su primera casa fue el llamado "Colegio de San Antonio", que en 1566 se trasladó al llamado "Colegio de San Ambrosio", más vinculado a la Universidad de Valladolid y establecido propiamente como "casa profesa". Allí fue lector de teología Francisco Suárez entre 1576 y 1580; y posteriormente Luis de la Puente, el Padre Rávago y Pedro de Calatayud. Se recoge como milagro la aparición del Sagrado Corazón de Jesús al padre Bernardo de Hoyos. También en Valladolid los jesuitas fundaron el Colegio de San Albano de los ingleses (1592).
- Colegio Máximo de Alcalá, fundado en 1546. Es una de las comunidades que surgieron tras la visita de Fabro. Tras la expulsión de los jesuitas en 1767 se le dieron distintos usos (universitario, militar, y de nuevo universitario como Facultad de Derecho). En 1955 se abrió en otra zona de la ciudad un colegio jesuita, donde estudió Jorge Bergoglio (futuro papa Francisco).
- Colegio jesuita de Barcelona, llamado Colegio de Nuestra Señora de Belén, cuyo primer lector de teología (1568) fue Gaspar de Valpedrosa, procedente de Valencia. El mismo año llegaron con Antonio Cordeses dos profesores portugueses, procedentes de Coímbra. El primer colegio jesuita en la ciudad fue la residencia vinculada a la universidad, fundada en 1546. En el colegio de Barcelona estudió Pedro Claver. En 1635 los jesuitas pasaron a regentar también el vecino Colegio de Cordellas.
- Colegio jesuita de Zaragoza, donde estudiaron Baltasar Gracián y José Pignatelli. En la ciudad había presencia jesuita desde 1547 (con apoyo del secretario imperial y conservador del patrimonio real en Aragón Juan González de Villasimpliz) en el barrio de la judería, pero la fundación del Colegio de la Inmaculada Concepción de María (o Colegio de la Purísima Concepción) fue en 1555 (o 1585), con aulas de gramática desde 1609-1612 y residencia anexa (Colegio del Padre Eterno) desde 1685. Aulas y residencia fueron destruidas en los sitios de Zaragoza (1808-1809), aunque desde 1767 no estaban ocupadas por los jesuitas. La Compañía volvió a abrir una institución en 1871 con el nombre de Colegio del Salvador. Véase Real Seminario de San Carlos Borromeo (Zaragoza) e Iglesia del Real Seminario de San Carlos Borromeo (Zaragoza).
- Colegio jesuita de Cuenca, fundado en 1554.
- Colegio jesuita de Ávila, fundado en 1554.
- Colegio jesuita de Granada, llamado Colegio de San Pablo (actual facultad de Derecho), fundado en 1554 por iniciativa de San Juan de Ávila y San Francisco de Borja, vinculado a la Universidad de Granada. En el Albaicín se creó una escuela para los moriscos, regentada por jesuitas de origen morisco. Tuvo un destacado papel en el caso de los plomos del Sacromonte. Tras la expulsión de 1767 y otras vicisitudes durante el siglo XIX, entre 1881 y 1894 los jesuitas fundaron el Colegio Máximo de Granada, en la Cartuja, que alojó un importante observatorio astronómico y la facultad de teología, con un destacado papel en el Concilio Vaticano II; conserva una importante biblioteca. Véase también Anexo:Patrimonio Histórico Andaluz en la Vega de Granada.
- Colegio jesuita de Medina del Campo, llamado Colegio de Santiago Apóstol el Real, fundado por Pedro Cuadrado y Francisca Manjón en 1551, donde fueron alumnos Juan de la Cruz (santo carmelita), José de Acosta (el primer profesor jesuita de teología en Salamanca, que antes había enseñado en Ocaña y Plasencia) y Gregorio de Valencia (profesor jesuita en Ingolstadt).
- Colegio jesuita de Oñate, fundado en 1551, trasladado a Vergara en 1593 y convertido en Seminario de Nobles de Vergara tras la expulsión de 1767.
- Colegio jesuita de Burgos, fundado en 1552 en unas casas del Huerto del Rey; aunque la presencia de jesuitas en la ciudad se había iniciado en 1550 (cinco jesuitas, que se alojaron en unas casas del barrio de San Gil). En 1560 se trasladó a una ubicación más amplia en el barrio de Villamar, donde funcionó hasta comienzos del siglo siguiente como colegio de Nuestra Señora de Belén. Entre 1565 y 1575 los jesuitas también ocuparon el Colegio de San Nicolás (había sido construido a partir de 1535 por Juan de Rasines con la manda testamentaria del cardenal Íñigo López de Mendoza y Zúñiga, y en la actualidad sigue teniendo función docente como instituto de secundaria). En 1566, al encomendarse a la Compañía la iglesia de San Lorenzo, se fundó allí un nuevo colegio con el nombre de Colegio de San Salvador de los jesuitas, que se consideraba el más importante de Castilla. Tras la expulsión de 1767 se redenominó como "de San Carlos", al que volvieron los jesuitas entre 1862 y 1868 (el nombre de la calle siguió siendo "de San Salvador"). En 1880 la Compañía compró el convento de la Merced, donde se fundó el colegio de La Merced y San Francisco Javier; a lo largo del siglo XX sus actividades se fueron trasladando a distintas ubicaciones.
- Colegio jesuita de Córdoba, fundado en 1553 con el nombre de Colegio de Santa Catalina. Véase Iglesia de San Salvador y Santo Domingo de Silos.
- Colegio jesuita de Murcia, fundado en 1555 con el nombre de Colegio de San Esteban, por iniciativa del obispo Esteban de Almeyda. Véase Palacio de San Esteban (Murcia).
- Colegio jesuita de Palma de Mallorca, fundado en 1561 con el nombre de Colegio de Nuestra Señora de Montesión por cinco jesuitas (Rector del Colegio, el P. Francisco Boldó, los sacerdotes Bernardo Verdolay y Jerónimo Mur, y los hermanos ayudantes, Juan Navarro y Francisco Fortuny). Actualmente es el colegio en activo más antiguo de la Compañía de Jesús.
- Colegio jesuita de Sevilla, fundado en 1580 (la primera fundación jesuita en la ciudad fue en 1560) con el nombre de Colegio de San Hermenegildo. Véase también Iglesia del antiguo convento de San Hermenegildo.
- Colegio jesuita de Trigueros, fundado en 1563 como Colegio de Santa Catalina por Francisco de la Palma y Araújo. Fue la sexta fundación jesuita en Andalucía y la única de la actual provincia de Huelva.
- Colegio jesuita de Pamplona, en Navarra, fundado en 1580, que se mantuvo hasta la expulsión en 1767. Su edificio e iglesia se mantienen aunque actualmente destinados a otros usos. Hasta 1870 no regresaría, exactamente a Villava, donde se mantuvieron hasta 1873 debido a que los alumnos se postularon por el pretendiente Carlos VII durante la tercera guerra carlista. No volverían a Navarra hasta 1891 con la apertura del Colegio jesuita de Tudela, primero, y a Javier, dos años después, aunque su colegio no daría comienzo a las obras hasta 1899 para en 1904 comenzar las clases. En Pamplona se volvería a abrir un colegio ya en 1946, en la calle Mayor, para finalmente en 1949 asentarse en el edificio actual sito en la calle Bergamín.
- Colegio jesuita de Pontevedra. El Colegio de los Jesuitas en Pontevedra fue fundado en 1644. El colegio fue patrocinado por el sacerdote Jorge de Andrade, y el ayuntamiento de Pontevedra, con el objetivo de reunir los estudios existentes en la ciudad en un único colegio. Estos estudios estaban supervisados por la fundación creada en 1644, en cuyo patronato figuraban importantes familias nobles como los Guimarey, Mosquera, Villar, Pimentel y el marqués de Aranda. El colegio tuvo alumnos como el padre Isla o fray Martín Sarmiento, que dio al edificio su nombre actual.
- Colegio jesuita de Santiago de Compostela. La llegada de la Compañía a la Universidad fue tardía y tuvo que vencer una fuerte oposición (las autoridades locales se quejaban de que "donde quiera que entraba procuraba lo mejor, así en sitio como en renta"). Aunque inicialmente se había planteado ponerles al frente de la Universidad, en 1573 el obispo Francisco Blanco se limitó a llamar a tres jesuitas, que se instalaron en Porta da Pena y luego en Mazarelos (donde con el tiempo se construyeron grandes edificios que ocupan en la actualidad distintas facultades). En 1577 se les asignaron los Estudios de Gramática. La primera iglesia que utilizaron fue Santa María a Nova (1578), y la definitiva se construyó entre 1648 y 1673.
- Colegio jesuita de Monforte de Lemos, "el Escorial gallego", fundado en 1592 por Rodrigo de Castro Osorio con el nombre de Colegio de Nuestra Señora de la Antigua.
- Colegio jesuita de Villagarcía de Campos (actual provincia de Valladolid) y Colegio jesuita de Santander, ambos fundados a finales  del siglo XVI por iniciativa de Magdalena de Ulloa.
- Colegio jesuita de Calatayud (1580-1584), con la advocación de Nuestra Señora del Pilar, por iniciativa del canónigo limosnero de Zaragoza Rodrigo Zapata y Palafox y con apoyo económico de Pedro Santángel Pujadas. Allí estudió y fue profesor Baltasar Gracián. Tras la expulsión se trasladó a él la iglesia parroquial de San Juan de Vallupié, por lo que también se le conoce como "San Juan el Real".
- Colegio jesuita de Tarazona, fundado en 1590-1591 como Colegio de San Vicente Mártir, dotado con el legado de Antonio Carnicer y el apoyo del obispo Pedro Cerbuna.
- Colegio jesuita de Salamanca, fundado en 1611 por Felipe III y Margarita de Austria como Colegio del Santo Espíritu, denominado popularmente "la Clerecía". Con anterioridad ya había presencia de un colegio jesuita en la universidad de Salamanca, desde 1547. Entre sus profesores estuvo Rodrigo de Arriaga (que no enseñó en la Universidad, sino en el Colegio), y que posteriormente fue profesor en Praga; o Luis Rodríguez de Pedrosa, catedrático de medicina y filosofía natural durante varias décadas.

... en el curso 1586-1587 se inicia un pleito entre la Universidad y la Compañía de Jesús que habría de durar la friolera de diecisiete años. El motivo fue la lectura de dos "lecciones" de Teología que los jesuitas tenían en su propio colegio a "puertas abiertas" a unas horas en que también se "leía" Teología en la Universidad. Esta entendía que de la lectura de Teología en los colegios particulares a estudiantes universitarios se seguían muchos inconvenientes, por lo que si los jesuitas deseaban leer Teología, debían hacerlo públicamente, es decir, en la Universidad o bajo su control. Universidad y jesuitas acudieron al Consejo Real de Castilla, donde se fueron dictando sucesivos autos que, si complacían a una de las partes, disgustaban a la otra, razón por la que el pleito se fue alargando con sucesivos recursos... no encontraría solución definitiva hasta el 1 de septiembre de 1603, en que por sentencia del Consejo... los jesuitas se salían con su pretensión, pues se les concedían dos lecciones de Teología: una de escolástica y otra de Sagrada Escritura, que debían leer en las Escuelas Menores, aunque la Universidad todos los años tenía que señalarles aula, hora y materia.

- Colegio Imperial o "Reales Estudios de San Isidro" (Madrid), refundado en 1625 por Felipe IV sobre el "Colegio de San Pedro y San Pablo de la Compañía de Jesús en la Corte" (fundado en 1608); aunque la presencia de un colegio jesuita en la corte se remonta a finales del siglo XVI. En 1725 se transformó en Seminario de Nobles. Tras el paréntesis posterior a la expulsión de 1767, se concedió de nuevo a los jesuitas entre 1816 y 1834; siendo desde 1835 un centro educativo laico. Entre sus estudiantes estuvieron algunos de los más importantes literatos del Siglo de Oro: Lope de Vega, Francisco de Quevedo y Calderón de la Barca; y entre los profesores Juan Eusebio Nieremberg. Véase también Colegiata de San Isidro y Casa Profesa de Madrid. La primera casa profesa de los jesuitas en España fue la de Toledo, creada por San Francisco de Borja (1566); la segunda fue la de Valladolid (1567) y la tercera la de Burgos (1570). La de Madrid se fundó por el Duque de Lerma (hijo de Isabel de Borja, hija a su vez del santo jesuita) a partir de una promesa realizada en 1607, y a ella se trasladó, procedente de la casa profesa de Roma, el cuerpo de ese santo (1617); su primera ubicación, en la calle del Prado, se cambió (subrepticiamente, pues la condición impuesta al traslado del cuerpo del santo fue que no se moviera de lugar "pues si así sucediese lo perderían y se llevaría al Colegio de Gandía") por la plazuela de Herradores, junto a la Calle Mayor, en un edificio que se derribó en el siglo XIX. La relación entre casas profesas y colegios era fluida, de lo que es ejemplo "la casa profesa de Burgos, que después se mudó en Colegio, por no poder sustentarse sin tener renta".
- Real Colegio jesuita de Alicante, 1635-40, tras su expulsión fue entregado a las monjas Agustinas denominándose Convento de la Preciosísima Sangre de Cristo (Alicante). Allí estudió el poeta Pedro Montengón, el teólogo Andrés Puigserver y Blas Antonio Cazorla, que fue rector de la Universidad de Gandía.
- Real Colegio de Loyola, iniciado en 1689.
- Colegio Máximo de Oña (1880). Véase también Monasterio de San Salvador de Oña.

- Colegios jesuitas en Portugal, que entre 1580 y 1648 formaba parte de la Monarquía Hispánica.

- Collegium Conimbricenses (Universidad de Coímbra -con presencia de un colegio jesuita desde 1542, llamado "Colegio de Jesús"- y Colegio o Universidade do Espíritu Santo de la Universidad de Évora -1559-). Con la denominación de "conimbricenses" eran conocidos los jesuitas de esta institución (hay registrados unos doscientos entre profesores y estudiantes). Destacaron por su polémica intelectual con la Escuela de Salamanca (dominicos) a finales del siglo XVI y comienzos del siglo XVII; especialmente por sus comentarios sobre Aristóteles (Commentarii Conimbricenses), dictados como apuntes y publicados sin autorización. Por orden del general de la Compañía, Claudio Acquaviva, el padre provincial Pedro da Fonseca ("el Aristóteles portugués") supervisó una revisión de los textos (1591-1606, Emmanuel Golz, Comas Maggalliano -Magalhæns-, Baltasar Álvarez, Sebastián Couto). La relación de los jesuitas conimbricenses con los jesuitas salmanticenses (clasificados como pertenecientes a la "Escuela de Salamanca" o a una segunda generación de ésta) fue muy fluida: Luis de Molina, Francisco Suárez. También en Coímbra estudió José de Anchieta.

#### América
- Colegios jesuitas en la América portuguesa (Compañía de Jesús en el Brasil)

Una carta de Nóbrega al general Diego Laínez (12 junio 1561) presentó nítidamente el dilema: «El P. Luis de Gra ... quiere edificar a la gente portoguesa destas partes por vía de pobreza... la cual quería ver en no poseer nosotros nada, ni haber granjerías, ni esclavos, pues éramos pocos, y sin eso, con las limosnas mendigadas nos podíamos sunstentar repartidos por muchas partes, y deseaba casas pobrecitas... yo soy de opinión ... de todo lo contrario, y me parece que la Compañía debe tener y adquirir justamente, por medios que las Constituciones permiten, quanto pudiere para nuestros Colegios y Casas de mochachos, y, por mucho que tengan, harta pobreza quedará para los que discorrieren por diversas partes, y no debemos de querer que siempre el Rey nos provea, que no sabemos quánto esto durará, mas por todas vías se perpetúe la Compañía en estas partes, de tal manera que los obreros crezcan y no mengüen.» Fue la tesis de Nóbrega la que triunfó, como era inevitable. Para levantar colegios, formar profesores, construir bibliotecas, etc., era necesario mucho dinero, con bases ciertas y ampliables indefinidamente. El primer paso y fundamental en este camino fue la fundación regia de los tres colegios: Bahía (1564), Río de Janeiro (1566) y Pernambuco (1574). Colegio, en este caso, no significa una casa de enseñanza, sino la dotación para un número de misioneros que trabajasen en esa región. La fundación era de 20.000 reis por año apara 40 religiosos en el colegio de Bahía y 30 en los de Río y Pernambuco. Estos tres colegios, aunque en virtud de la fundación no se obligasen a la enseñanza, pasaron a funcionar como los primeros centros docentes del Brasil: la CJ había abierto en todas sus casas, hasta entonces, en las diversas capitanías, escuelas de primeras letras. El colegio de Bahía... antes de final de siglo, ya tenía el curso de humanidades, con dos niveles, el de filosofía en tres años y el de teología en cuatro, compuesto de dogma y moral. Hasta pidió a Roma licencia para otorgar el título de doctor, cosa que no le fue concedida.

- Colegios jesuitas en la América española[61] (misiones jesuíticas en América)

- Colegios jesuitas en el Virreinato de Nueva España. (para el México contemporáneo, Colegios Jesuitas en México y Sistema Universitario Jesuita)

El catálogo, pues, de los colegios y casas que tiene la Compañía, pondré aquí... y comenzará por la casa profesa de México, que aunque no es la primera en tiempo de su fundación, lo es por ser cabeza de toda la provincia mexicana. El colegio de esta ciudad es el principal de toda ella, y en el cual nuestros hermanos estudiantes se forman en virtud y letras para después ser repartidos a los demás colegios de la provincia. En la misma ciudad de México hay casa de probación o noviciado aparte, como se usa en la Compañía, y además de él un colegio seminario de colegiales seglares, algunos de ellos de becas reales, en cuya compañía viven algunos religiosos nuestros, que son necesarios para su gobierno.En la ciudad de los Ángeles (que después de la de México es la mayor de la Nueva España [es la ciudad de Puebla, no debe confundirse con la ciudad californiana de Los Ángeles]) hay dos colegios, uno donde se leen estudios y facultades mayores; otro de gramática y estudios menores, a que se añade un seminario de colegiales con advocación de san Jerónimo, en el que se crían en virtud y letra en la forma y gobierno que el de san Ildefonso de México. En la ciudad de Guatemala hay otro colegio donde se enseñan unas y otras letras. En los que se siguen, tiene la Compañía escuelas de gramática, y en algunos de ellos se añaden escuelas de escribir y leer para los niños y para enseñarles la doctrina cristiana... Estos son: colegio de Oaxaca; colegio y casa de probación de Tepotzotlán; colegio de Mérida en Campeche, donde también se lee cátedra de moral; colegio de Nueva Veracruz; colegio de Querétaro; colegio de Valladolid; colegio de Pátzcuaro; colegio de Guadalajara; colegio de San Luis Potosí; colegio de Zacatecas; colegio de Guadiana; colegio de Sinaloa, que es el más remoto, y al cual tienen por cabeza sus misiones. Que por todos son estos colegios diez y seis. ... Demás de ellos tiene esta provincia de la Compañía en varios puestos y lugares las casas que llamamos residencias. Y para los que no tienen tanta noticia de la diferencia que según nuestro instituto hay entre los que son colegios y las que se llaman casas o residencias, se explicará aquí para mayor claridad de la historia. Colegios de la Compañía son aquellos en los cuales se abren escuelas para enseñar letras y virtud a la juventud de la república y de los pueblos donde se fundan... Casas profesas de la Compañía se llaman aquellas que están dedicadas para los ministerios que generalmente profesa la Compañía, fuera de las letras, que este ministerio pertenece a los colegiales; y los que en las casas profesas viven ordinariamente son profesos de cuatro votos, que se emplean en predicar, confesar, responder a casos, acudir a confesiones de enfermos, visitar cárceles y hospitales, con todos los demás ejercicios que pueden ser de provecho espiritual de las almas. Y aunque es verdad que en los lugares y pueblos donde no hay casa profesa los padres que viven en los colegios acuden a todos estos ministerios, pero donde la hay, en ella principalmente se practican y ejercitan ordinariamente; otra diferencia también hay entre los colegios y casa profesa: ésta es que por ningún caso puede tener renta ni bienes raíces esta casa, ni en común, ni en particular, ni aun para la sacristía, sino que se ha de sustentar de sola limosna. Y la misma ley corre en las casas de residencia...

- Colegios jesuitas de la Ciudad de México

- Colegio Máximo de San Pedro y San Pablo
- Colegio de San Ildefonso

- Colegio jesuita de Puebla, fundado entre 1572-1580.
- Colegio jesuita de Oaxaca, o Seminario de San Juan (la presencia de jesuitas en Oaxaca se remonta a 1579).

Antequera, en el valle de Oaxaca, fue la tercera ciudad novohispana que tuvo colegio de la Compañía. Semejante a Pátzcuaro en cuanto a la presencia de numerosos indígenas, contrastaba con aquella por la alta proporción de familias españolas, que para 1575 era de unas trescientas familias. Recibidos con recelo, porque sus privilegios chocaban con los de la orden de predicadores, evangelizadores exclusivos de la región hasta el momento, finalmente los jesuitas también fueron aceptados por la población. Establecieron clases de gramática latina, que se interrumpieron durante largos periodos, y de primeras letras, que se mantuvieron ininterrumpidamente y a las que asistían, junto con los españoles algunos pequeños "naturales". En el colegio de Oaxaca residían habitualmente diez o quince socios, entre los que uno o dos se ocupaban de predicar y confesar a los indios, con la debida separación de los españoles, para lo que erigieron una iglesia auxiliar a cierta distancia del centro, en el barrio de Jalatlaco.

- Colegio jesuita de Tepotzotlán.
- Colegio jesuita de Pátzcuaro.
- Colegio jesuita de San Luis Potosí, fundado en 1623.
- Colegio jesuita de Querétaro, fundado en 1625.
- Colegio jesuita de Zacatecas. LLlegados a finales del siglo XVI, inicialmente los jesuitas de Zacatecas no se dedicaban a la enseñanza. A comienzos del XVII, con una donación privada, abrieron el Colegio de la Purísima Concepción, con clases de gramática y retórica. En 1728, otra donación permitió abrir la cátedra de filosofía. El Colegio Seminario de San Luis Gonzaga se fundó, tras petición de las autoridades municipales en 1754, gracias a la cesión de bienes de un jesuita con motivo de su profesión solemne (el doctor Francisco José Pérez de Aragón, que aportó dos casas, "minas y haciendas de beneficio y moler metales en Asientos, Aguascalientes" y 6500 mil pesos).
- Colegio jesuita de Guadiana, fundado en 1596 (Nombre de Dios, valle de Guadiana, Nueva Vizcaya, Durango).
- Colegio jesuita de Guadalajara (México)
- Colegio jesuita de Valladolid (México)
- Colegio jesuita de Mérida (México)
- Colegio jesuita de Guatemala

- Colegios jesuitas en el Virreinato del Perú (véase también Jesuitas del Perú)

- Colegio de San Bernardo (Cusco)
- Colegio San Francisco de Borja (Cusco -véase también Iglesia de la Compañía y Real Universidad de San Ignacio de Loyola del Cusco-)
- Colegio Máximo de la Compañía de Jesús en Quito
- Colegios jesuitas de Lima:

- Colegio Máximo de San Pablo de Lima, fundado en 1568
- Colegio Real de San Martín, el principal colegio de laicos de los jesuitas en Lima, fundado en 1582.

- Reducciones jesuíticas, provincia jesuítica del Paraguay.
- Colegio jesuita de Buenos Aires, fundado en 1608.
- Colegio Máximo de Córdoba
- Colegio Máximo de Bogotá, hoy Universidad Javeriana.

- Colegios jesuitas en la América francesa. Hubo misiones jesuitas en Nueva Francia desde 1639. Entre los exploradores franceses de América destacó el jesuita secularizado René Robert Cavelier de La Salle.

#### Norte de Europa
Lo "nórdico" en la Europa del Renacimiento se refería a los territorios al norte de los Alpes y los Pirineos.
- Colegios jesuitas en Francia[71] (reino de Francia)

- Colegio jesuita de París, fundado en 1540 como residencia de los jesuitas que asistían como estudiantes a la Universidad de París. Posteriormente se fundó el Colegio de Clermont (más tarde llamado de Louis-le-Grand).
- Colegio jesuita de Port-à-Mousson, convertido posteriormente en la Universidad de Nancy.
- Colegio de La Flèche, fundado en 1603, con la readmisión en el reino de Francia de los jesuitas (habían sido expulsados en 1594). En muy poco tiempo reunió más de mil alumnos, entre ellos René Descartes.

Los liceos de Napoleón, desde muchos puntos de vista, no han hecho sino reproducir los colegios jesuitas del siglo XVIII.
El sistema francés... [perpetúa] la tradición de la competición por la competición, heredada de los colegios jesuitas del siglo XVIII, que hacían de la emulación el instrumento privilegiado de una enseñanza destinada a la juventud aristocrática.

- Colegio jesuita de Aviñón, la ciudad de Aviñón (Avennio) era un enclave pontificio en el reino de Francia. Los jesuitas fueron desplazados de su colegio por los mínimos entre 1602 y 1607; y de nuevo tras la supresión de la compañía.[74]
- Colegios jesuitas en los Países Bajos de los Habsburgo

- Colegio jesuita de Lovaina.

- Colegio de Heythrop (Heythrop College), fundado en la universidad de Lovaina en 1614 para los católicos ingleses, posteriormente se trasladó a Lieja. Este Colegio jesuita de Lieja o Colegio de los jesuitas ingleses (nouveau collège -por oposición al "viejo" colegio de Saint Omer o los valones-), fue fundado en 1616 para recibir en internado a jóvenes católicos ingleses. En 1794 se trasladó a Stonyhurst, en Inglaterra.

- Colegio jesuita de Amberes, donde estudió Rubens, que decoró la aneja iglesia de San Carlos Borromeo (antes dedicada a San Ignacio).
- Colegio jesuita de Saint Omer o Colegio de los jesuitas valones, fundado en 1568 en Saint Omer (entonces en los Países Bajos de los Habsburgo, incorporada al reino de Francia en 1678).

- Colegios jesuitas en Europa central. La mayor parte en territorios de lengua alemana (Jesuitenkolleg, Jesuitenschule o Jesuitengymnasium de los distintos Estados del Sacro Imperio y en los Estados de los Habsburgo), aunque muchos profesores sólo podían comunicarse en latín, por provenir de otros países europeos. Lo mismo ocurría en los territorios de lenguas eslavas.

- Colegio jesuita de Colonia, fundado en 1546 como una simple residencia de los estudiantes jesuitas de la Universidad de Colonia.
- Colegio jesuita de Viena, fundado por Claudio Jayo (Claude Le Jay) en 1551-1552 y dirigido posteriormente por Pedro Canisio, que fundó otros dieciocho colegios
- Colegio jesuita de Ingolstadt (Baviera), fundado por Canisio en 1555-1556. Alumno, y después profesor, fue Christopher Scheiner.
- Clementinum (colegio jesuita de Praga), fundado por Canisio en 1556. También la Universidad Carolina será controlada por los jesuitas desde 1618.
- Colegio de San Jerónimo de Dillingen
- Colegio jesuita de Passau
- Colegio jesuita de Fulda, donde estudió Athanasius Kircher. Fundado en 1571-1572, en poco tiempo contaba con cuatrocientos estudiantes. En 1584 se le agregó un Seminario Pontificio; y entre 1732 y 1733 obtuvo los privilegios papal e imperial para convertirse en universidad.
- Colegio jesuita de Lucerna (Collegium Lucernense), fundado en 1577 (la presencia de jesuitas en la ciudad se había iniciado en 1574).
- Colegio jesuita de Riga y colegio jesuita de Dorpat, fundados en 1566 (Contrarreforma en el ducado de Livonia, bajo Esteban I Báthory y el obispo Otto von Schenking).
- Colegio jesuita de Vilna, posteriormente convertido en la Universidad de Vilna (1579).